# 769
| [ Edytuj tabelę ]          |                                           |
| Król Asturii               | - 768 Aurelio 774                         |
| Cesarz Bizancjum           | - 741 Konstantyn V Kopronim 775           |
| Chan Bułgarii              | - 768 Telerig 777                         |
| Cesarz Chin                | - 762 Tang Daizong 779                    |
| Król Essexu                | - 758 Sigeric 798                         |
| Król Franków               | - 768 Karloman 771 - 768 Karol Wielki 814 |
| Cesarz Japonii             | - 764 Shōtoku 770                         |
| Kalif                      | - 754 Al-Mansur 775                       |
| Patriarcha Konstantynopola | - 766 Nicetas I 780                       |
| Król Longobardów           | - 757 Dezyderiusz 774                     |
| Król Mercji                | - 757 Offa 796                            |
| Król Nortumbrii            | - 765 Alhred 774                          |
| Papież                     | - 768 Stefan III (IV) 772                 |
| Doża Wenecji               | - 764 Maurizio Galbaio 787                |
| Król Wessexu               | - 757 Cynewulf 786                        |

Rok 769 / DCCLXIX
stulecia: VII wiek ~
VIII wiek ~
IX wiek

lata: 759 «
764 «
765 «
766 «
767 «
768 «
769
» 770
» 771
» 772
» 773
» 774
» 779

## Wydarzenia
- 12 kwietnia – papież Stefan III zwołał synod na Lateranie, który ustanowił nowy dekret dotyczący wyboru papieży.

## Urodzili się
- Daowu Yuanzhi – chiński mistrz chan (zm. 835)